# Круа-Шапо
Круа́-Шапо́ (фр. Croix-Chapeau) — коммуна во Франции, находится в регионе Пуату — Шаранта. Департамент коммуны — Шаранта Приморская. Входит в состав кантона Ла-Жарри. Округ коммуны — Ла-Рошель.
Код INSEE коммуны — 17136.

## Население
Население коммуны на 2010 год составляло 1154 человека.
| 1962 | 1968 | 1975 | 1982 | 1990 | 1999 | 2010 |
| ---- | ---- | ---- | ---- | ---- | ---- | ---- |
| 557  | 562  | 555  | 683  | 863  | 890  | 1154 |